# Citram Charente
Citram Charente est une entreprise de transport interurbain basée à Angoulême en Charente, en région Nouvelle-Aquitaine, filiale de Transdev.

## Historique

### La création de Citram
En 1921 est créée la Compagnie de l'Industrie des Transports Automobiles de Matha, appelée CITRAM en Charente-Maritime. Le transport de voyageurs et de marchandises est la principale activité de cette entreprise.
En 1988, le transport de marchandises est abandonné et l'entreprise se concentre uniquement sur le transport de voyageurs.

### L'époque Citram Poitou-Charentes
En 1989, Citram devient  Citram Poitou-Charentes, filiale du groupe VIA GTI. Son siège social se situe route de Bordeaux à Angoulême.
En 2000, Citram Poitou-Charentes devient une filiale de Veolia Transport, son siège social déménage à nouveau dans de nouveaux locaux rue Louis Pergaud à Angoulême.
En 2002 sont mises en place plusieurs lignes périurbaines sur les principaux axes à destination d'Angoulême. Ces lignes constituent 5 allers-retours par jour.
En 2004 sont mis en place 4 pôles d'échange en centre-ville (en remplacement de la gare routière).

### L'époque Véolia Transports Poitou-Charentes
En 2007, une réorganisation générale du réseau survient, causant le changement de nom de Citram Poitou-Charentes qui devient Veolia Transport Poitou-Charentes, appelé aussi VTPC.
En 2012 a lieu le renouvellement du contrat de Délégation de Service Public en Charente pour 9 années consécutives, de 2012 à 2021. Ce renouvellement de contrat est effectué en collaboration avec l'entreprise Thorin/Vriet. Depuis ce renouvellement de contrat, est mis en place le système de tarification unique à 1 euro.

### Transition vers Citram-Charente, de Transdev
En 2013, Veolia Transport Poitou-Charentes devient Citram-Charente, un établissement de Transdev Poitou-Charentes.

## Principaux Clients
Les clients principaux de Citram Charente sont :
- le conseil général de la Charente (16) ;
- le conseil général de la Charente-Maritime (17) ;
- le conseil général des Deux-Sèvres (79) ;
- le conseil général de la Dordogne (24) ;
- la communauté de communes Brie-Champniers ;
- les mairies ;
- les clients privés (activité occasionnelle).

Le chiffre d'affaires de l'entreprise Citram Charente s'élève à 11,4 millions d'euros.

## Identité Visuelle

### Logos de Citram Charente
Voici les différents logos adoptés par, dans l'ordre chronologique, Citram, Citram Poitou-Charentes, VTPC et Citram Charente.

Logo de CITRAM (1988)
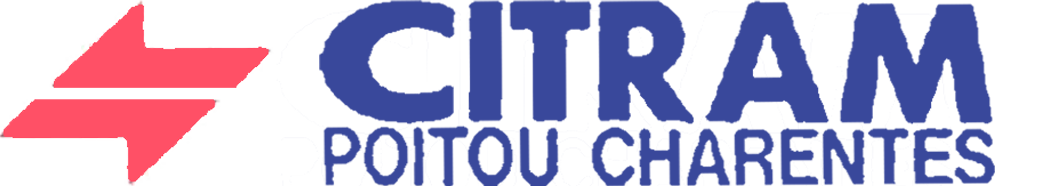
Logo de CITRAM Poitou-Charentes (1989)
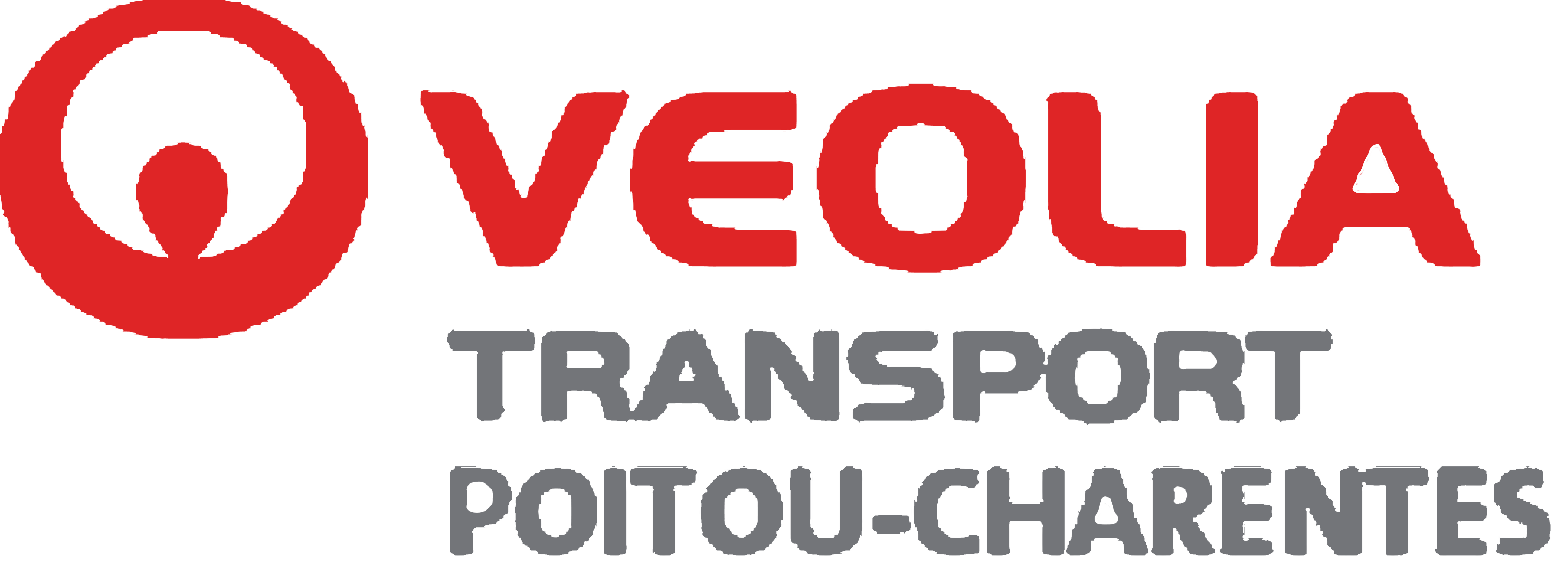
Logo de Véolia Transport Poitou-Charentes (de 2007 à 2013)
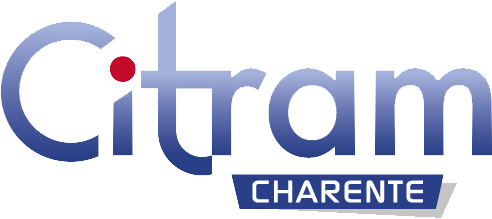
Logo de Citram Charente (depuis 2013)

### Livrées adoptées par Citram Charente
Voici les différentes livrées utilisées par le réseau interurbain de Charente :
ATTENTION : Ceci est une reproduction, le modèle du bus ne concorde pas forcément avec l'époque de la livrée.

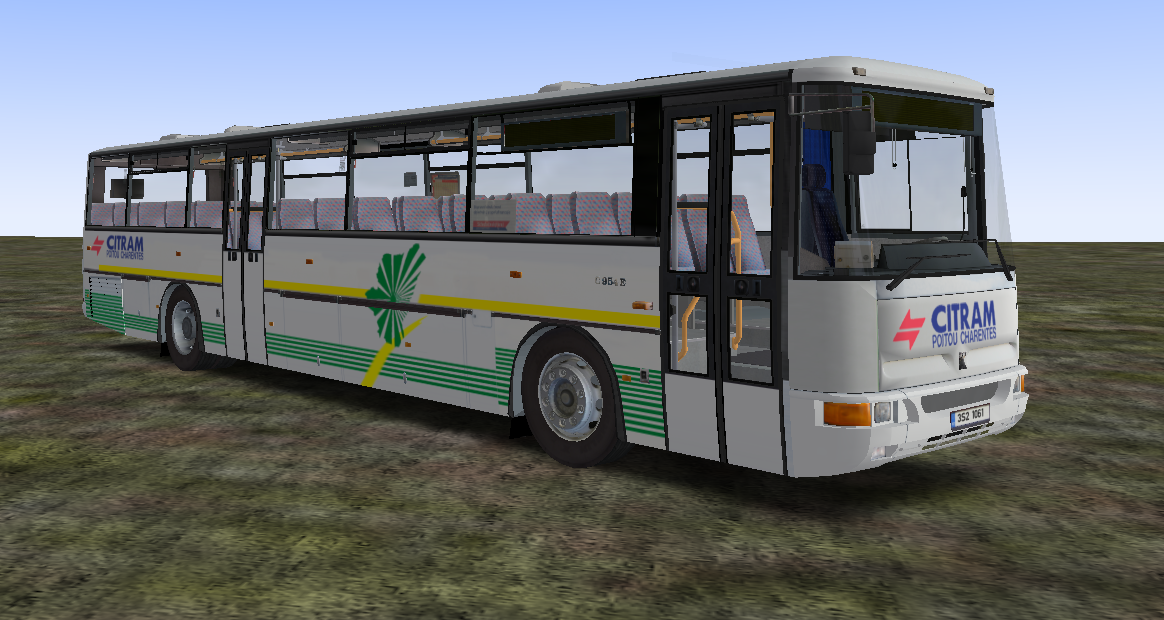
Livrée CITRAM Poitou-Charentes (vers les années 2002)
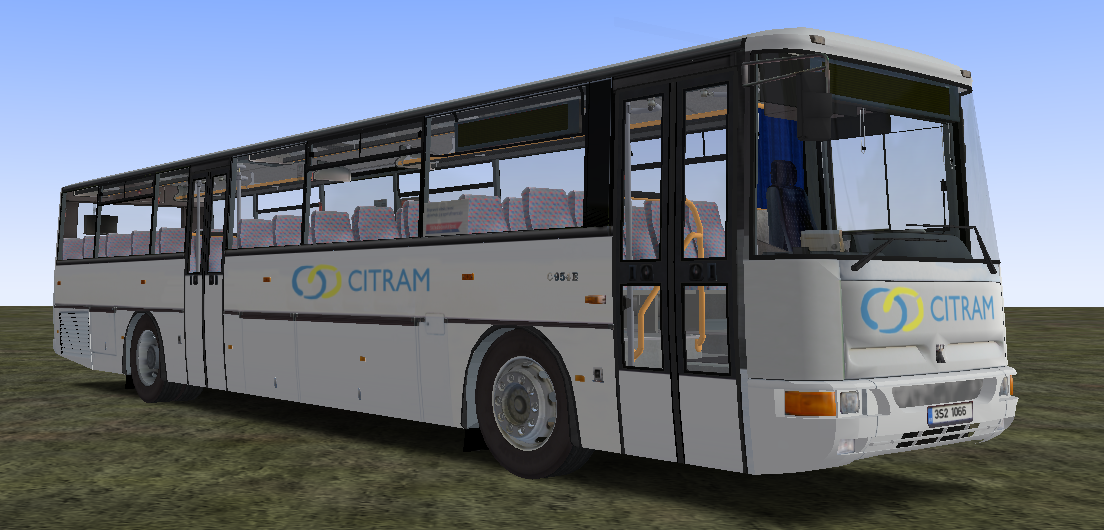
Livrée CITRAM (vers les années 2006)
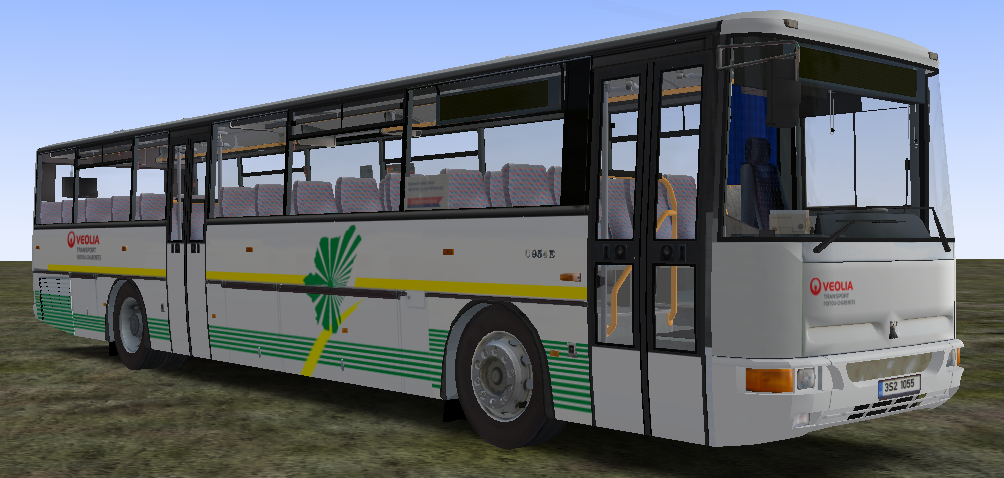
Livrée VTCP (2007)
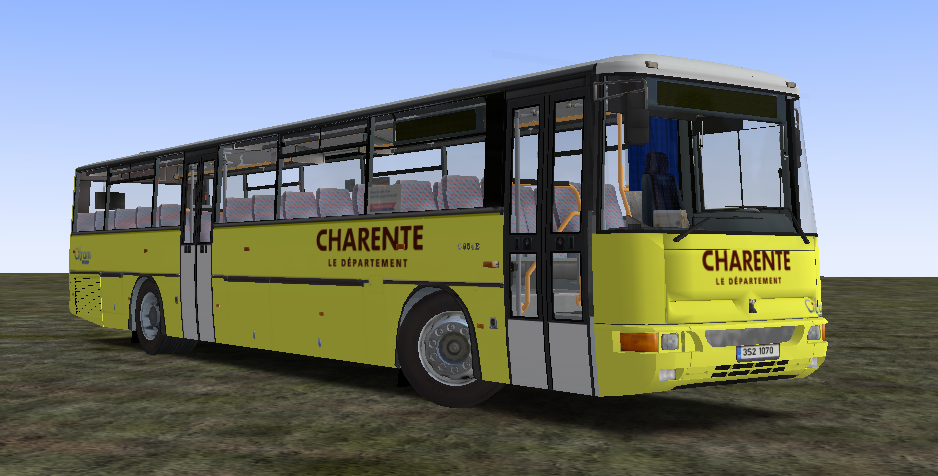
Livrée du réseau interurbain de la Charente depuis 2013

Entre 2002 et 2013, les livrées du réseau Citram Poitou-Charentes/Veolia Transport Poitou-Charentes ont peu évolué. Elles étaient constituées de bandes vertes sur les parties basses des côtés gauche et droit des bus, une bande jaune au milieu de chaque côté, avec le logo du conseil général apposé dessus, et le logo Citram/Veolia de chaque côté du bus. Une variante existait en blanc (vers les années 2006/2007), avec le logo Citram composé d'un C bleu complété par un C jaune, suivi du mot "Citram". Lors de la réorganisation de septembre 2012, une nouvelle livrée est adoptée par Véolia Transport. Tous les bus sont repeints en jaune/vert fluo, démarquant ainsi les bus Véolia. Sur cette peinture est apposé le logo du département "Charente, le département" de couleur marron accompagné du logo Veolia. Lors du changement de nom de Véolia Transport Poitou-Charentes par Citram Charente en 2013, le logo VTPC est remplacé par celui de Citram. Cette livrée est toujours d'actualité. Seuls quelques bus restent blancs avec le logo "Citram" apposé de chaque côté, notamment les bus destinés aux lignes scolaires.

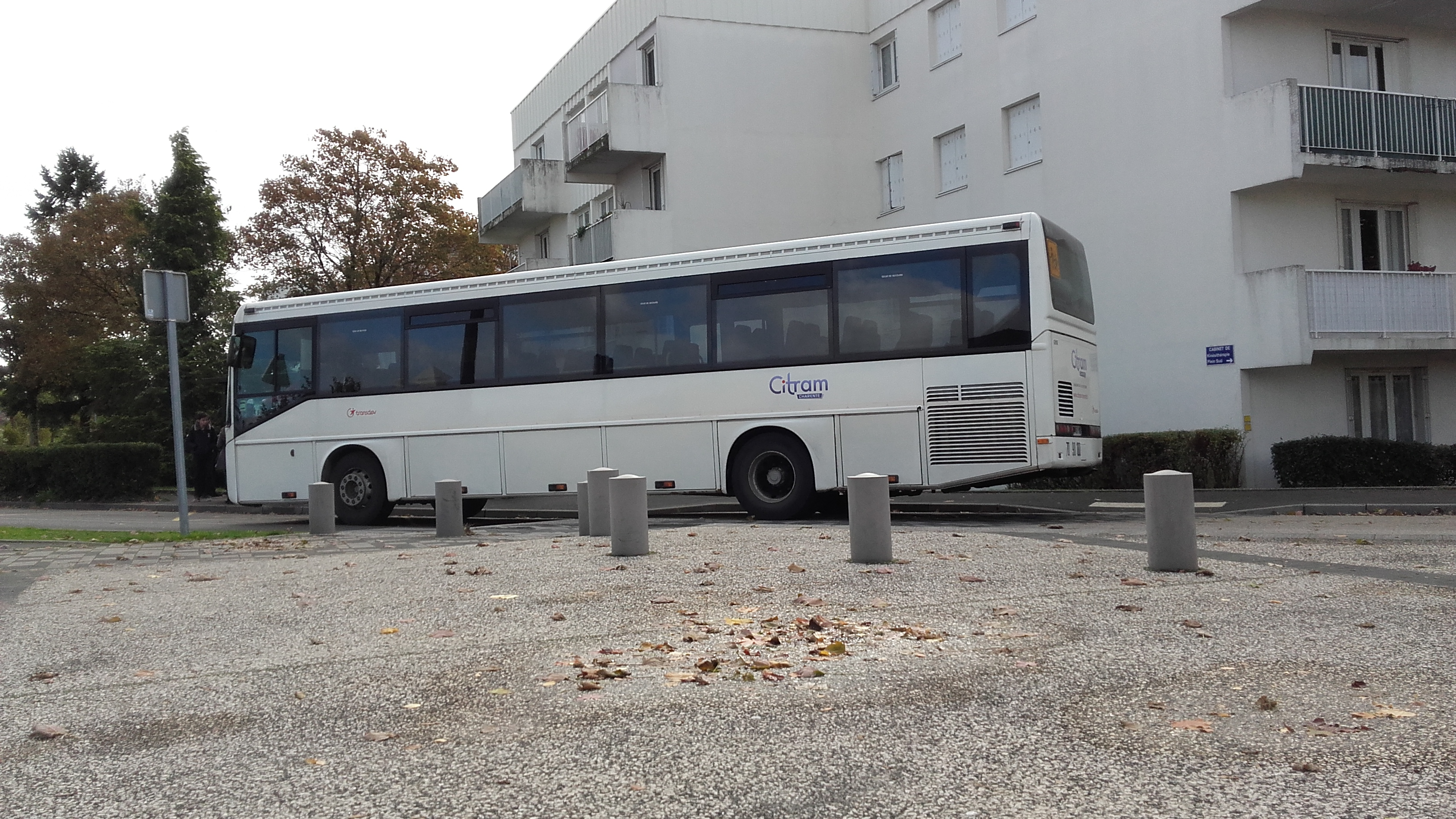
Irisbus Ares, en livrée blanche, se dirigeant vers le départ de la ligne scolaire S102 reliant le LISA et Roullet

## Personnels de Citram Charente
Le personnel de Citram Charente est composé de 201 salariés dont 171 conducteurs.

## Parc de véhicules

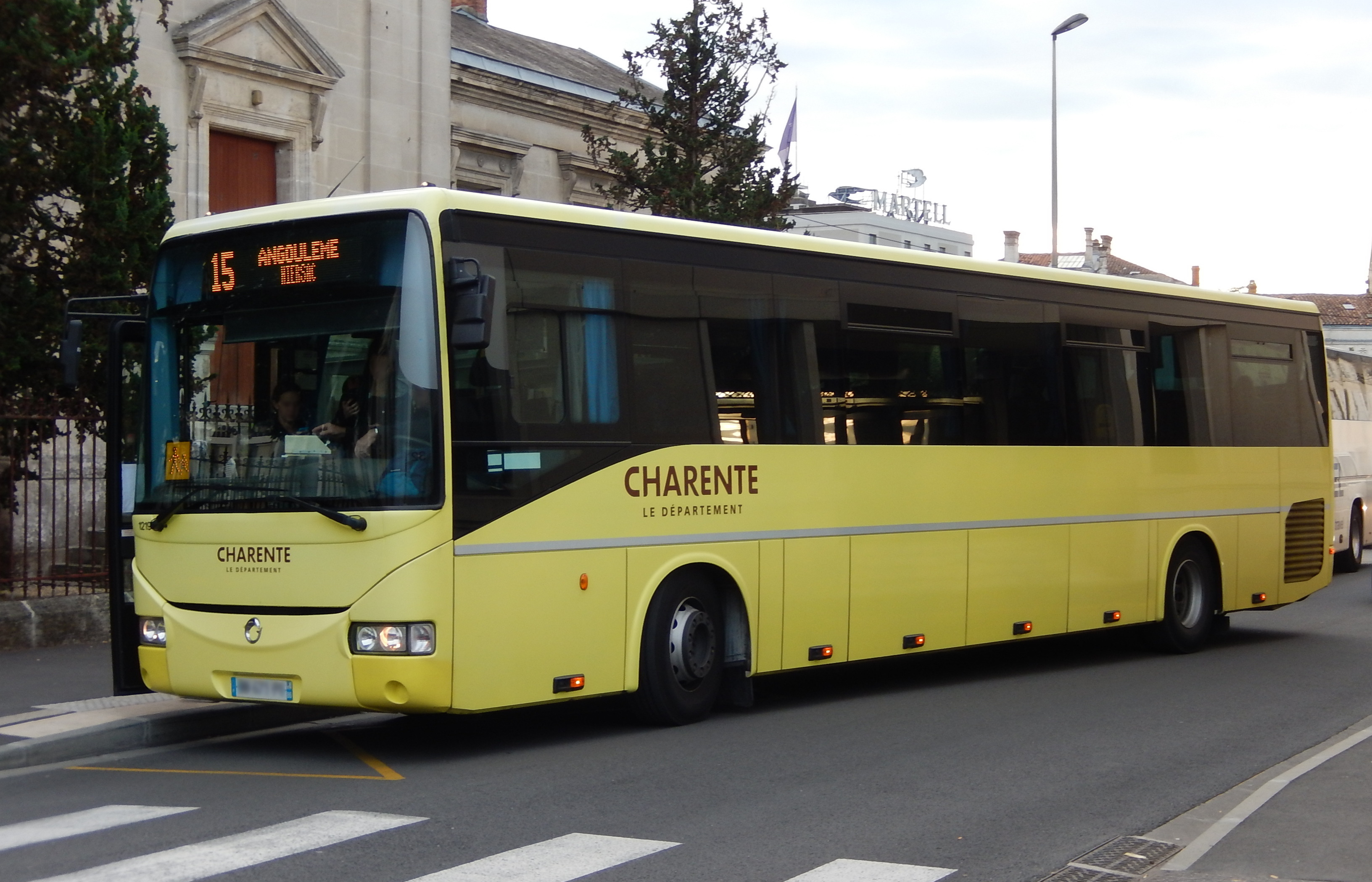
Irisbus Crossway à Cognac, au départ de la ligne 15 reliant Cognac à Angoulême via Hiersac.

Le parc de Citram Charente est composé de 163 véhicules, et est composé des modèles suivants : Irisbus Ares, Irisbus Axer, Irisbus Crossway, Irisbus Récréo, Iveco Crossway Mercedes Intouro, Otokar Vectio, Renault FR1 et Renault Tracer. La moyenne d'âge du parc est de 9,8 ans. La plupart des bus cités ci-dessus circulent avec la dernière livrée en date (voir ci-dessus section identité visuelle).

## Tarification

### Ticket unitaire Cartrans
Les lignes du réseau Cartrans exploitées par Citram-Charente sont à tarification unique ainsi que la ligne Réseau Vert

### Tarification des autres lignes
|             | Ligne 2A (TransPérigord) | Ligne Niort ↔ Angoulême (Liaison express) |
| Tout public | 2,00 € le trajet         | DE 1,50 € à 4,50 € le trajet              |

### Carte scolaire
Citram Charente bénéficie de plusieurs lignes scolaires. La tarification de ces lignes scolaires est différente de celle des lignes régulières. En effet la tarification des lignes scolaires fonctionne par abonnement annuel au coût de :
|                        | Lignes scolaires |
| Élèves avant droit     | 120,00 € l'année |
| Élèves non ayant droit | 234,00 € l'année |

Le coût de l’abonnement scolaire varie en fonction de l’établissement où l'élève est scolarisé. Si celui-ci est un collégien ou un lycéen scolarisé dans un établissement scolaire de son secteur, alors il bénéficie de l'abonnement « ayant droit ». En revanche, si celui-ci est un élève du premier degré (maternelle et élémentaire), ou un collégien ou lycéen scolarisé dans un établissement scolaire hors secteur, alors il bénéficie de l'abonnement "non ayant droit", plus cher de 114,00 €.
Lors de l'achat de l'abonnement, une carte scolaire (coût compris dans l’abonnement) est délivrée à l'élève, qu'il doit montrer au chauffeur dès la montée dans le bus. Le duplicata de cette carte, en cas de perte, de vol, ou de détérioration, est délivrée par le département pour une valeur de 8,00 €.

## Lignes exploitées
En 2016 Citram Charente exploite 18 lignes du réseau départemental, une centaine de lignes scolaires du département, une ligne pour la Communauté de communes de Braconne et Charente, une ligne du réseau Trans Périgord ainsi qu'une liaison express entre Niort et Angoulême

### Lignes régulières
| Ligne                                         | Nom de la ligne                      | Communes desservies |
| Réseau Départemental                          | Réseau Départemental                 | Réseau Départemental |
| --------------------------------------------- | ------------------------------------ | --- |
| 184                                           | Rougnac ↔ Angoulême                  | Rougnac - Charras - Grassac - Vouzan - Sers - Bouëx - Dirac - Garat - Soyaux - Angoulême |
| 123                                           | Ruffec ↔ Angoulême                   | Ruffec - Courcôme - Charné - Tusson - Fouqueure - Villejésus - Aigre - Marcillac - La Chapelle - Xambes - Vervant - Saint-Amant de Boixe - Vouharte - Montignac - Vars - Balzac - Gond-Pontouvre - Angoulême       |
| 122                                           | Aigre ↔ Angoulême                    | Aigre - Marcillac - La Chapelle - Gourville - Genac - Bignac - Saint-Genis d'Giersac - Marsac - Vindelle - Saint-Yrieix - Angoulême                                                                                |
| 124                                           | Vouharte ↔ Angoulême                 | Vouharte - La Chapelle - Coulonges - Xanbes - Vervant - Saint-Amant de Boixe - Montignac - Vars - Champiers - Balzac - Gond-Pontouvre - Angoulême                                                                  |
| 161                                           | Châteauneuf ↔ Angoulême              | Châteauneuf - Mosnac - Sireuil - Roullet - Angoulême |
| 8                                             | Saint Même les Carrières ↔ Angoulême | Saint Même les Carrières - Graves Saint-Amant - Saint-Simon - Châteauneuf - Saint-Simeux - Champmillon - Sireuil - Trois Palis - Saint-Michel - Angoulême                                                          |
| 135                                           | Baignes ↔ Angoulême                  | Baignes - Le Tâtre - Reignac - Barbezieux - Nonaville - Val des Vignes - Roullet - Angoulême |
| 11                                            | Chalais ↔ Angoulême                  | Chalais - Bardenac - Brossac - Passirac - Chillac - Berneuil - Condéon - Barbezieux - Val des Vignes - Champagne-Vigny - Claix - Roullet - La Couronne - Angoulême                                                 |
| 132                                           | Barbezieux ↔ Angoulême               | Barbezieux - Val des Vignes - Blanzac - Perignac - Voulgézac - Mouthiers - Voeuil - La Couronne (seulement dans le sens Angoulême → Barbezieux) - Angoulême                                                        |
| 13                                            | Mérignac ↔ Angoulême                 | Jarnac - Mérignac - Echallat - Douzat - Asnières - Hiersac - Angoulême |
| 130                                           | Aubeterre ↔ Angoulême                | Aubeterre - Pillac - Bors - Jurignac - Saint-Amant - Saint-Amant de Montmoreau - Saint Eutrope - Aigness - Chadurie - Boisné la Tude - Fouquebrune - Voeuil - Angoulême                                            |
| 160                                           | Cognac ↔ Angoulême                   | Cognac - Châteaubernard - Gondeville - Jarnac - Triac - Mérignac - Moulidars - Hiersac - Fléac - Angoulême |
| 131                                           | Gurat↔ Angoulême                     | Gurat - Ronsenac - Villebois - Magnac-Lavalette - Fouquebrune - Blanzaguet - Gardes-le-Pontaroux - Dignac - Torsac - Dirac - Garat - Soyaux - Angoulême                                                            |
| 162                                           | Saint-Jean d'Angély ↔ Angoulême      | Saint-Jean d'Angély - Matha - Siecq - Rouillac - Verdille - Auge-Saint-Médard - Bonneville - Gourville - Rouillac - Saint-Cybardeaux - Saint-Amant de Nouère - Saint-Genis d'Hiersac - Asnières/Nouère - Angoulême |
| 120                                           | Ruffec ↔ Angoulême                   | Ruffec - Villegats - Verteuil - Lonnes - Mansle - Maine de Boixe - Aussac-Vadalle - Villejoubert - Tourriers - Anaïs - Champniers - Angoulême                                                                      |
| Hors département                              |                                      | |
| 310 (Réseau TransPérigord)                    | Mareuil ↔ Ribérac                    | Mareuil - Gont-Rossignol - Cherval - Verteillac - La Tour-Blanche - Coutures - Bertric-Burée - Allemans - Ribérac                                                                                                  |
| Niort ↔ Angoulême (Liaison Express)           | Niort ↔ Angoulême                    | Niort - Vouillé - Gascougnolles - Mougnon - Celles - Maisonnay - Angoulême |
| Communauté d'Agglomération de Brie-Champniers |                                      | |
| Réseau Vert                                   | Brie ↔ Angoulême                     | Brie - Champniers - Zone des Montagnes (Gond-Pontouvre) - Angoulême |

### Lignes secondaires
L'entreprise Citram-Charente exploite aussi une centaine de lignes à destination des établissements scolaires charentais, ainsi que du transport à la demande.